# ORP Kopernik
ORP „Kopernik” – polski okręt hydrograficzny projektu 861 (w kodzie NATO: Moma) w służbie od 1971 do 2005 roku. Posiadał numer taktyczny 261. Jego nazwa pochodziła od Mikołaja Kopernika.

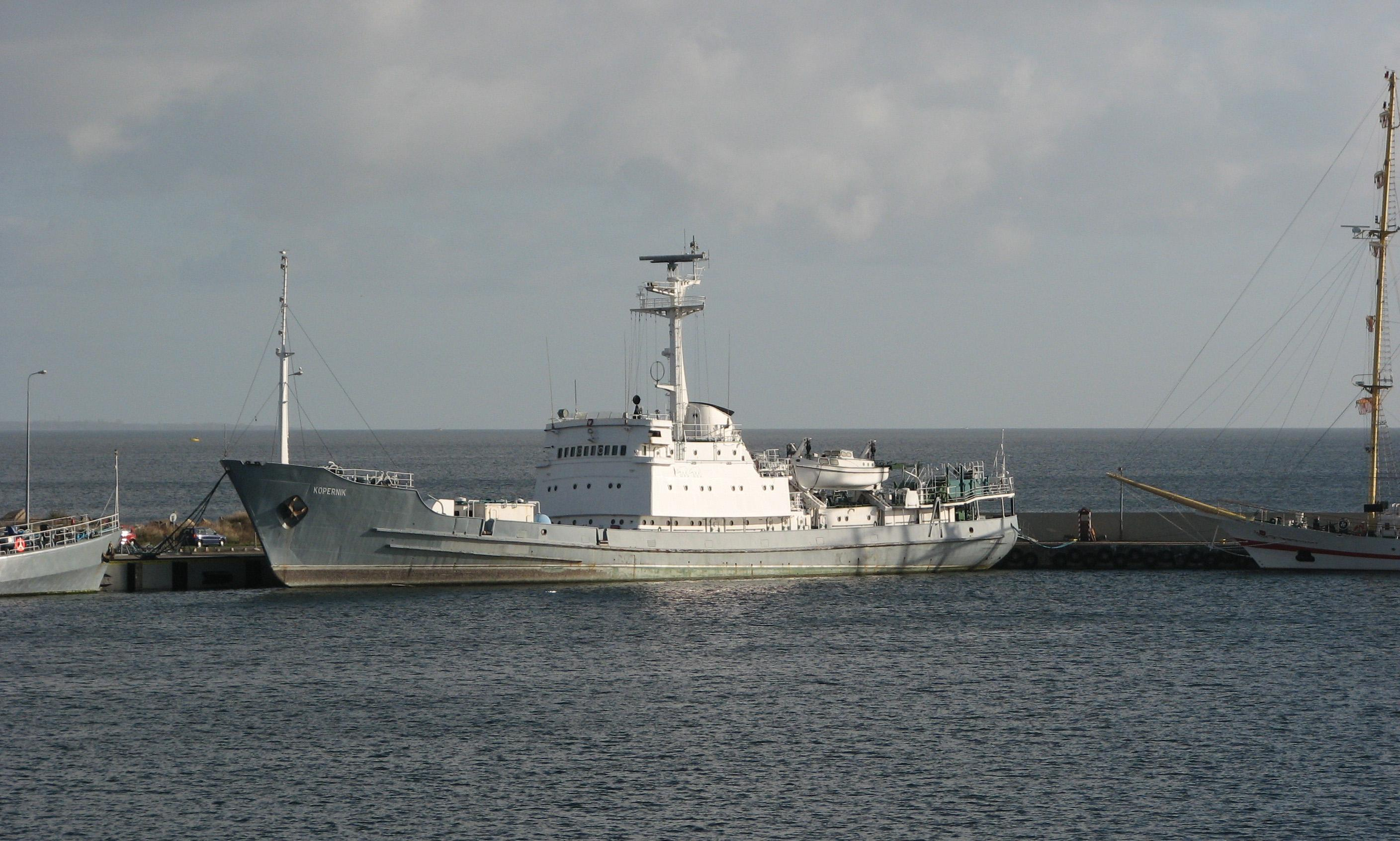
ORP „Kopernik” w 2006 roku, po wycofaniu że służby

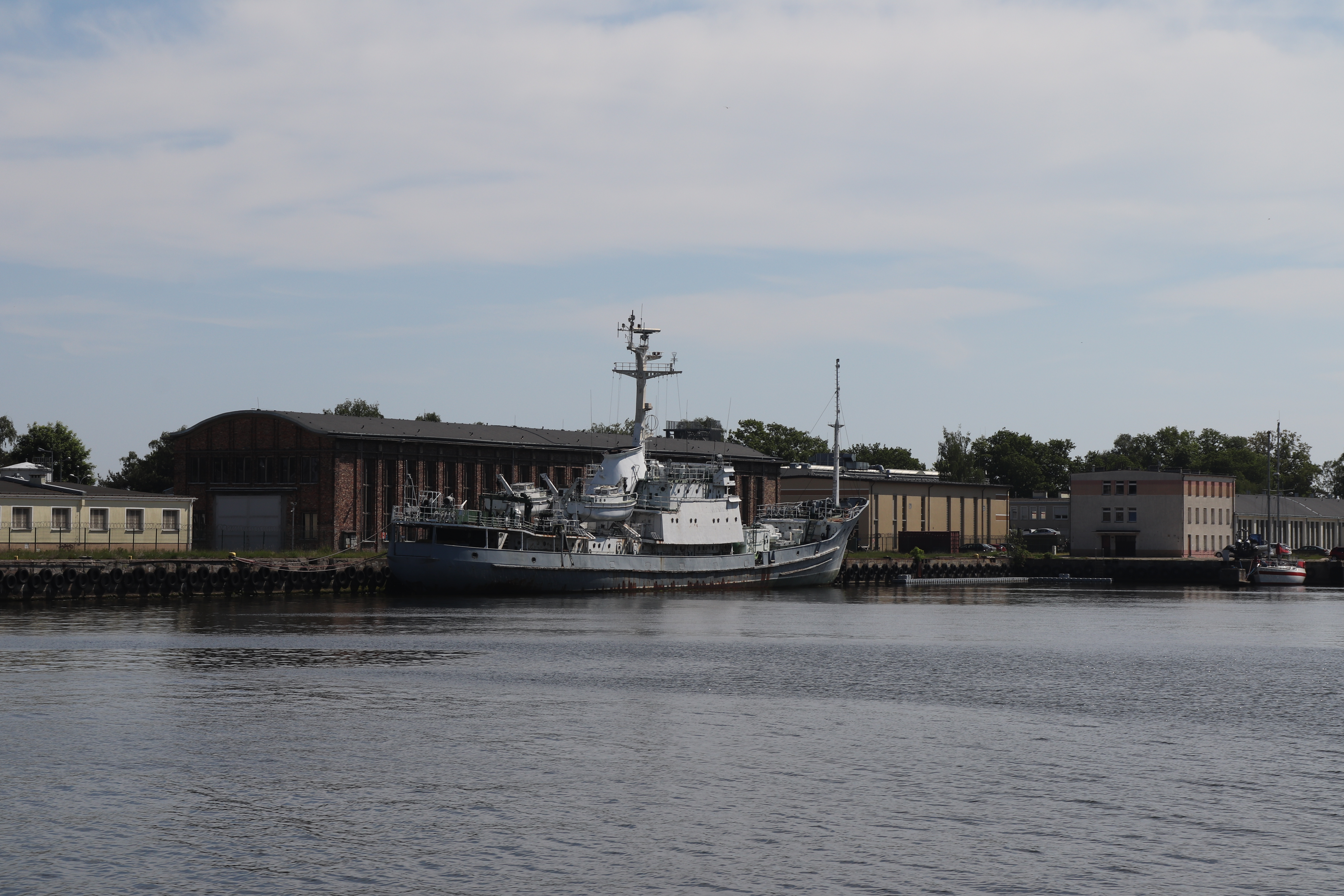
ORP „Kopernik” w 2021 roku, w Gdańsku

Okręt został zaprojektowany w Centralnym Biurze Konstrukcji Okrętowych nr 2 w Gdańsku i zbudowany w tamtejszej Stoczni Północnej. Głównym konstruktorem okrętu był mgr inż. Mieczysław Wyrostkiewicz. Budowniczym okrętu był inż. T. Lautenbach. Okręt wcielony został w skład zespołu okrętów hydrograficznych Marynarki Wojennej. Do służby wszedł 20 lutego 1971 roku, zastępując okręt hydrograficzny ORP „Bałtyk”. Z rąk dowódcy Marynarki Wojennej banderę otrzymał kmdr por. Franciszek Wróbel, a proporzec przejął kmdr por. Henryk Grzybek, kierownik maszyn na tym okręcie. Był to dla nich już kolejny etap służby na tym okręcie, bowiem obaj nadzorowali jego budowę od momentu położenia stępki. Honory matki chrzestnej okrętu pełniła Jadwiga Szczerbowska.
Od tej pory okręt wypełniał zarówno zadania hydrograficzne dla Marynarki Wojennej, jak i zadania naukowe dla instytucji państwowych. ORP „Kopernik” był w Marynarce Wojennej pierwszym z prawdziwego zdarzenia okrętem o I klasie międzynarodowej i nieograniczonym zakresie pływania. Między innymi w 1976 i 1978 roku odbył rejsy na Spitsbergen z ekipą naukową Polskiej Akademii Nauk, a w latach 1979-1980 pierwszą wyprawę geofizyczną Polskiej Akademii Nauk na Antarktydę. Okręt poszukiwał też złóż ropy naftowej, gazu i rzadkich metali.
ORP „Kopernik” był jednym z najintensywniej używanych polskich okrętów. W 1989 roku okręt odbył 159-dniowy rejs badawczy na Pacyfiku, w trakcie którego przebył 33 611 mil morskich (był to najdłuższy rejs polskiego okrętu, do czasu podróży ORP „Iskra” dookoła świata). W czasie 34 lat służby okręt przebył łącznie 302 530,8 mil morskich.
ORP „Kopernik” w momencie wejścia do służby posiadał bogaty i nowoczesny zestaw wyposażenia hydrograficznego, w tym stację hydrometeorologiczną GM-6, echosondy i miernik przepływu. Posiadał na pokładzie laboratoria hydrograficzne, hydrochemiczne, hydrologiczne i fotograficzne. Na rufie podczas przebudowy zabudowano wciągarkę oceanograficzną, posiadał ponadto wciągarkę hydrologiczną.
W latach: 1972, 1973, 1974, 1991 i 1996 zdobywał miano najlepszego okrętu Marynarki Wojennej w grupie okrętów specjalnych. Wchodził w skład Dywizjonu Zabezpieczenia Hydrograficznego, jego macierzystym portem była Gdynia.
Stocznia Północna w latach 1967-1976 jednostek takich zbudowała łącznie 32, w tym dla Związku Radzieckiego 29, dla Bułgarii jeden, jeden dla Jugosławii 1 oraz jeden (ORP „Kopernik”) dla Polski.
W 2001 roku ORP „Kopernik” wyruszył do Norwegii z załogami dla przejmowanych okrętów podwodnych typu Kobben. Po powrocie do kraju w 2002 roku został przebudowany na okręt-bazę okrętów podwodnych. Po zdjęciu wyposażenia badawczego, utworzono na nim pomieszczenia socjalne, magazynowe i warsztatowe, dla obsługi okrętów podwodnych i zakwaterowania ich załóg. 20 maja 2006 roku jednostkę skreślono z listy floty. Do 2022 roku, były ORP „Kopernik” był wykorzystywany jako poligon dla sił specjalnych. W 2022 roku rozpoczęła się rozbiórka okrętu.  
Okręt był wyposażony w dwa silniki wysokoprężne Zgoda – Sulzer ze Świętochłowic typ 6TD48 o mocy 1325 kW, każdy napędzający dwie śruby; prędkość okrętu wynosiła 17 węzłów, prędkość podróżna 15–16 węzłów. Okręt miał pomieszczenia klimatyzowane. Zapas wody był uzupełniany przez dobrze pracujący wyparownik (zastosowano pewne usprawnienie wymyślone przez załogę okrętu), który w warunkach pracy obu silników dostarczał duże ilości wody. Utrzymywano zbiornik wody słodkiej zawsze w stanie maksymalnego napełnienia.

## Historia
Pierwszym rejsem ORP „Kopernik”, w okresie od 10 lipca do 21 sierpnia 1971 roku, był rejs z podchorążymi ówczesnej Wyższej Szkoły Marynarki Wojennej w rejon Morza Czarnego, a portami, do których zawinął okręt były: Sewastopol, Konstanca i Warna. Podczas rejsu prowadzone były badania hydrograficzne z udziałem naukowców Uniwersytetu Gdańskiego pod kierownictwem profesora Kazimierza Łomniewskiego. Między innymi na tej podstawie powstaje później opracowanie naukowe Morze Śródziemne, którego autorami byli: Kazimierz Łomniewski, Jerzy Zalewski, Ludwik Żmudziński, wydane nakładem Wydawnictwa Naukowego w 1974 r.

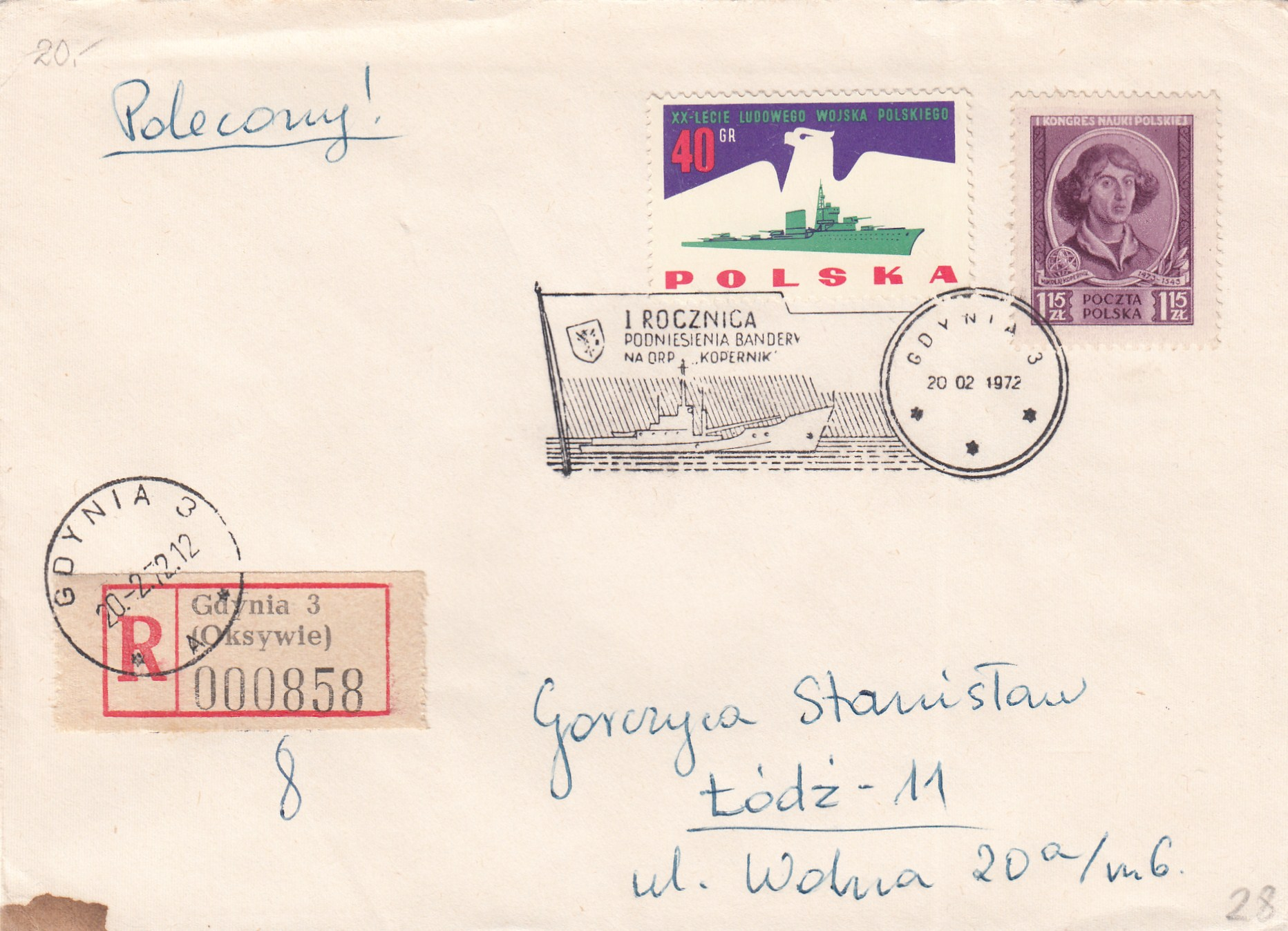
Pocztowy stempel okolicznościowy z okazji 1. rocznicy podniesienia bandery na ORP Kopernik; 1972

14 stycznia 1972 roku ORP „Kopernik” wyszedł w pierwszy swój dziesięciodniowy badawczy rejs z naukowcami Oddziału Morskiego w Gdyni Państwowego Instytutu Hydrometeorologicznego. Podczas rejsu wykonano pomiary chemiczne i hydrometeorologiczne w pięćdziesięciu punktach Morza Bałtyckiego i Cieśnin Duńskich w ramach prac zleconych przez Międzynarodową Radę Badań Morza. Rejs był bardzo trudny ze względu na silne sztormy i panujące wówczas na Bałtyku niskie temperatury.
Od lat zdawano sobie sprawę z potrzeby dokładnej penetracji zasobów dna Bałtyku. Dla realizacji tego przedsięwzięcia, zarządzeniem nr 1 z 9 stycznia 1974 roku Prezes Centralnego Urzędu Geologii (w porozumieniu z Ministrem Górnictwa i Energetyki, Ministrem Żeglugi i Wyższym Urzędem Górniczym) powołał zespół dla opracowania przepisów prowadzenia prac wiertniczych i geofizycznych na morzu oraz zasad nadzoru i kontroli nad tymi pracami. Sformułowane zadanie dla Zespołu przewidywało:
1. Opracowanie przepisów prowadzenia wierceń na morzu w szczególności w zakresie powiązani istniejących przepisów normujących technikę wierceń z zasadami działalności na morzu,
2. Opracowanie przepisów prowadzenia prac w zakresie geofizyki poszukiwawczej a w szczególności prac sejsmicznych,
3. Ustalenie zasad sprawowania nadzoru i kontroli nad pracami wiertniczymi i geofizycznymi wykonywanymi na morzu,
4. Ustalenie zasad i zakresu niezbędnych obserwacji, dotyczących zachowania bezpieczeństwa oraz wzajemnego oddziaływania robót wiertniczych i geofizycznych na środowisko morskie.

Przewodniczącym Zespołu został mgr inż. Mieczysław Piątek. Mimo pionierskiego charakteru pracy wszelkie problemy zostały opracowane i przedstawione zgodnie z zarządzeniem, 31 marca 1975 roku, prezesowi Centralnego Urzędu Geologii.

### Adaptacja
Od września 1974 roku w Gdyńskiej Stoczni Remontowej Nauta rozpoczęto adaptację Kopernika do wykonywania zadań związanych z badaniami geofizycznymi. Prace adaptacyjne trwały do roku 1975 i dokończone zostały w Sandefiord w Norwegii. ORP „Kopernik” w 1975 roku rozpoczął na Polskich Obszarach Morskich badania geofizyczne dna Morza Bałtyckiego wspólnie z Przedsiębiorstwem Geofizyki Morskiej i Lądowej Górnictwa Naftowego. Na „Koperniku” zaokrętowana była ekipa cywilnych fachowców toruńskiego przedsiębiorstwa, pod kierunkiem szefa grupy morskiej mgr inż. Zbigniewa Święcha.
Podstawowym zadaniem „Kopernika” w tym przedsięwzięciu było dokumentowanie powierzchni geologicznych pod dnem Bałtyku w polskich obszarach morskich. A więc stwierdzenie, gdzie, na jakim obszarze, miejscu i głębokości, istnieje największe prawdopodobieństwo wystąpienia złóż ropy i gazu.

### Wyprawa polarna
Od grudnia 1976 roku, komandor Franciszek Wróbel i komandor Henryk Grzybek oraz wielu innych specjalistów Marynarki Wojennej wzięło udział w wyprawie polarnej połączonej z budową na Antarktyce stacji polarnej imienia Henryka Arctowskiego. Franciszek Wróbel został powołany przez Instytut Ekologii Polskiej Akademii Nauk na stanowisko głównego specjalisty, odpowiadał za organizację wyprawy, dobranie statków, transport morski i rozładunek ze statków na brzeg ładunku o łącznej masie około 4 tysięcy ton, w którym to ładunku znajdowało się aż 3 tony trotylu, zapalniki oraz beczki z etyliną. Kmdr Franciszek Wróbel odpowiadał również za prace związane z budową stacji Antarktycznej PAN. Było to posunięcie słuszne biorąc pod uwagę czas, warunki hydrometeorologiczne i wielką odpowiedzialność za statki, ludzi i sprzęt użyty do transportu i rozładunku. Komandor Wróbel należał wówczas w Polsce do grona osób posiadających duże doświadczenie i znajomość zagadnień polarnych. W wyprawie brały udział również dwa statki MS Zabrze i MT Dalmor.
W czasie rejsu prowadzone były szkolenia bezpieczeństwa i higieny pracy z zakresu budowy, obsługi sprzętu, przeładunku, mocowania oraz zasad obsługi ładunków niebezpiecznych. Jak się okazało przeszkolenia te były celowe a i tak nie uniknięto wypadków, czemu trudno się dziwić. Wszystkie bowiem prace w tamtych warunkach klimatycznych, gdzie wiatr dochodził do 11 skali Beauforta, zrywał się nagle, panowały niskie temperatury, dookoła były lody, były bardzo trudne a ludzie je wykonujący byli stale przemoczeni.
Praca na plaży King George, jednej z wysp archipelagu Szetlandów Południowych, rozpoczęła się 28 stycznia o godz. 08.00 rano, operacją lądowania. Przy pomocy amfibii zaczęto przewozić pierwsze partie wyposażenia przyszłej stacji a przede wszystkim zbudowaną podczas rejsu na statku drewnianą sławojkę. Na lądzie ekipa Andrzeja Fijałkowskiego przerzucała promem kolejno: ciągnik gąsienicowy, dźwig samochodowy, spycharkę i łazik.
W ramach udziału Polski w Międzynarodowym Programie Badań Polarnych ORP „Kopernik” uczestniczył w miesięcznej wyprawie z ekipą naukową Instytutu Geofizyki Polskiej Akademii Nauk na Morzu Grenlandzkim i w rejonie Spitsbergenu. Badania te obejmowały swoim zasięgiem przede wszystkim skorupę ziemską o grubości od 20–60 km.

## Wyprawa na Antarktydę
Kolejne zadanie postawione przed ORP „Kopernik”, to trwająca łącznie 125 dni wyprawa polarna na Antarktydę. Wyprawa rozpoczęła się 1 grudnia 1979 roku a 17 grudnia przekroczono równik. W tej wyprawie na pokładzie okrętu znaleźli się pracownicy naukowi z Instytutu Geofizyki Polskiej Akademii Nauk, Instytutu Geofizyki Akademii Górniczo-Hutniczej z Krakowa i z Przedsiębiorstwa „Geofizyki Morskiej i Lądowej” z Torunia. Z ekip zagranicznych dołączyli naukowcy z Argentyny. Komandor Franciszek Wróbel w ekspedycji tej występował również jako zastępca kierownika ds. morskich Wyprawy Geofizycznej (pismo PAN, Warszawa z dnia 18 października 1979 r. znak BOP/301-K/12/79). 31 grudnia 1979 ORP „Kopernik” osiągnął stację im. Henryka Arctowskiego na Wyspie Króla Jerzego, której przekazał zaopatrzenie w postaci żywności i paliwa. Wykonano prace sejsmiczne dna morskiego w rejonie: Wyspy Króla Jerzego i w Cieśninie Bransfielda, a także w rejonie Szetlandów Południowych, w cieśninie Drake’a, w okolicach Półwyspu Antarktycznego, w Cieśninie Gerlacha oraz w rejonie Archipelagu Palmera. Główna koncentracja prac to badania skorupy ziemskiej i górnego płaszcza Ziemi w wybranym rejonie. Do Gdyni okręt przybył 4 kwietnia 1980 roku po 125 dniach rejsu, w którym przebył 23 157 mil morskich.

## Intermetalocean
W czerwcu 1989 roku „Kopernik” rozpoczął kolejny badawczy rejs w ramach realizacji programu „Intermetalocean”. Rejs ten zaplanowano na 159 dni, a trasa jego prowadziła szlakiem Atlantyckim, poprzez kanał Panamski.
Na Pacyfiku nastąpiło poszukiwanie złóż rzadkich metali w ramach badań „Intermetalocean” i 20 czerwca 1989 roku okręt skierował się na wody Pacyfiku, z zadaniem poszukiwania złóż rzadkich metali – tzw. konkrecji. Okrętem dowodził wówczas kapitan marynarki mgr inż. Mariusz Kalinowski. Polska, w uznaniu zasług na polu badań geofizycznych w tym rejonie obdarowana została działką na Oceanie Spokojnym. Ten trudny zadaniowo rejs wymagał od dowódcy okrętu, oficerów i wszystkich marynarzy jak i biorących udział w rejsie pracowników fizycznych, odporności i poświęcenia. Temperatura nie spadała w czasie pobytu na Pacyfiku poniżej 27 stopni Celsjusza, zaś temperatura wody utrzymywała się w granicach 29 stopni Celsjusza, wilgotność powietrza sięgała 94 procent. Trwający łącznie 159 dni rejs, w którym przebyto 33 611,4 mil, należy uznać za wysoce udany, dobrze wpisał się on w historię wspaniałych dokonań Marynarki Wojennej RP.
Okręt „Kopernik” został wyposażony w specjalistyczny, zintegrowany sprzęt elektroniczny przede wszystkim produkcji amerykańskiej. Również sprzęt mechaniczny pochodził ze Stanów, Szwecji i Norwegii. Końcowe wyposażenie okrętu wykonano w Norwegii w porcie Sandefiord.

## Wyposażenie
W skład wyposażenia nawigacyjnego i hydrograficznego wchodziły:
- dwukanałowy, zintegrowany system nawigacji satelitarnej Transit firmy Magnavox, składający się z odbiornika satelitarnego MX–702A, komputera HP-2100A (przeznaczony do zbierania informacji z odbiornika i urządzeń zewnętrznych, współpracował systemem geofizycznym DES-IV, magnetometrem G- 801 i echosondami Simrad EK-15 i EK-50 oraz sonarem nawigacyjnym SK-3), logu dopplerowskiego (sonar dopplerowski MX 600), plotera wykreślającego aktualną drogę statku, dalekopisu[3] oraz monitora potrzebnego oficerowi pełniącemu wachtę nawigacyjną do bezpośredniej, wizualnej kontroli pozycji, kursu i drogi okrętu, sternikowi natomiast pozwalał na utrzymanie statku na zadanym kursie.
- żyrokompas „KURS-4”
- dwa kompasy magnetyczne MKM
- układ elektronicznej rejestracji danych manewrowych.
- podczas badań na obszarze Morza Bałtyckiego celem uzyskania największej dokładności określania pozycji wykorzystywano radionawigacyjny system bliskiego i średniego zasięgu Hi-Fix .
- system nawigacyjny Loran C.

Wyposażenie mechaniczne to:
- układ sprężarek powietrza niskiego i wysokiego ciśnienia o olbrzymiej wydajności. Sprężone powietrze dostarczane było do holowanych platform z „armatami powietrznymi”, służyło do eksplozji wzbudzających efekty sejsmiczne w dennych warstwach morza do kilku tysięcy metrów głębokości, eksplozje miały miejsce co 8 sekund,
- układ „armat powietrznych” stanowiły dwie platformy holowane oraz dwa dźwigi służące do opuszczania i podnoszenia platform,
- układ rejestracyjny to tzw. kabel pomiarowy holowany na głębokości od 5 do 10 m i o długości 2000 m.
- układy rejestracyjne, sterowanie i kontrola pracy urządzeń.

Wszystkie urządzenia kontrolne umieszczono w specjalnym pomieszczeniu. Centrum kierowania systemem, kontrola pracy poszczególnych urządzeń i kompleksowa kontrola pomiarów i rejestracji wyników, to zespoły układów zapisujące wyniki na taśmach magnetycznych. Kierowanie okrętem i całością prac zapewniał mostek nawigacyjny wraz z pełniącymi tam wachtę oficerami, wyposażony w urządzenia satelitarne i monitory, zezwalające na utrzymanie i prowadzeniu okrętu na zaplanowanym profilu pomiarowym. Centrum kierowania i mostek nawigacyjny współpracują w sposób ciągły.

## Załoga
Załogę okrętu stanowił zespół etatowy 60 osób. W rejsach, w zależności od zadań, uczestniczyli wybitni pracownicy firm i Polskiej Akademii Nauk, dla których wykonywano zadania, wielu z nich przed podjęciem zadań na ORP „Kopernik” zostało przeszkolonych w kraju i za granicą, odbyło staże na statkach badawczych różnych bander, posiadało doświadczenia w pracy dydaktyczno-naukowej i dobrą praktykę na okrętach badawczych.
W wyprawach polarnych w skład załogi wchodzili także naukowcy i pracownicy PAN, różnych polskich uczelni uniwersyteckich. W rejsach szkoleniowych z grupami podchorążych lub studenckimi okrętowani byli, w charakterze wykładowców, personelu badawczego, opiekunów, ludzie o wysokich walorach naukowych i etycznych, z uniwersytetów czy też z Akademii Marynarki Wojennej.

## Nawigacja

### Zasady manewrowe. Prowadzenie nawigacji.
Podstawowym systemem nawigacyjnym przeznaczonym do kierowania okrętem w czasie wykonywania prac badawczych był zintegrowany system nawigacji satelitarnej Transit MX-2000 i pomocniczy system radionawigacyjny bliskiego zasięgu Syledis. Zintegrowany, dwukanałowy system Transit posiadał możliwość odbioru sygnałów na dwu częstotliwościach, dzięki czemu można było dokonywać pomiaru błędu refrakcji i programowo eliminować jej wpływ.
System Transit zezwalał na określanie pozycji z dokładnością 30–40 m w określonych odstępach czasu, co było uzależnione od szerokości geograficznej. Brak ciągłości określania pozycji spowodował, że system był zintegrowany z logiem dopplerowskim i żyrokompasem.
Końcowy wydruk dokonanego pomiaru satelitarnego dotyczącego określania pozycji pokazano na wydruku nr 1 w czasie postoju okrętu na kotwicy. Pierwszy wiersz wydruku określa rodzaj i numer wydruku. Wiersz drugi przedstawia zliczenia Dopplera. Dalsze, ważniejsze oznaczenia to :
- DAY – dzień 145 według kalendarza juliańskiego,
- TIME – czas określenia pozycji,
- M- UP DATA – korekta przekalkulowana przyjmowana przez system
- UP DATE – potwierdzenie korekty, korekta wprowadzona do systemu i niżej współrzędne pozycji satelitarnej.

Na wydruku w ostatnich wierszach na dole podano zapis magnetometru i głębokości pod stępką. Pomiary te wykonywane były równocześnie z pomiarami geofizyczno-sejsmicznymi. W ten sposób wykonano pomiary w naszej strefie ekonomicznej i na wodach Niemiec.
Informacja manewrowa przedstawiana była na mostku na ekranie monitora. Z informacji tej korzystał również sternik, sterując tak, aby wielkość „DC” na monitorze wynosiła „zero” co oznaczało, że okręt znajduje się na zaplanowanym profilu pomiarowym.
Ważniejsze wielkości widoczne na monitorze po wprowadzeniu do systemu współrzędnych punktu początkowego i końcowego określonego profilu pomiarowego.
- DC – to odległość w metrach pozycji okrętu od zaplanowanego profilu
- DA- przebyta droga przez okręt na danym profilu
- Vc – prędkość okrętu
- EN – pozostała do przebycia odległość na danym profilu
- HD – aktualny kurs według żyrokompasu
- Cs- kurs po ortodromie

### Prace pomiarowe geofizyczne i hydrograficzne
Przygotowanie okrętu do prac pomiarowych rozpoczynano zawsze kalibracją systemów, a czas kalibracji to około jedna doba.
Następny etap to wyluzowanie kabla pomiarowego i wyważenie kabla na żądanej głębokości. Ten okres trwał około 10–15 godzin (długość kabla około 2000 m). Od tego momentu okręt musiał być w stałym ruchu, z prędkością około 5 węzłów, aby utrzymać kabel na żądanej głębokości, co zapewniało utrzymania stałego naporu hydrodynamicznego na stery głębokościowe holowanego kabla. Okręt w tym czasie był ograniczony w zakresie wykonywania manewrów kursem lub prędkością, każdy taki manewr zagrażał w sposób jednoznaczny zniszczeniem lub uszkodzeniem kabla (bardzo droga – kosztowna część urządzeń). Zwrot okrętu o 180 stopni na następny profil wymagał wykonania cyrkulacji o średnicy około 3 mil morskich, ponieważ w takim wypadku można było uniknąć problemów z holowanym sprzętem.

Kolejna czynnością było opuszczenie na wodę holowanych platform z armatami powietrznymi. Od tej pory okręt był szczególnie ograniczony w zakresie manewrowym, bezpiecznymi były tylko manewry małych zmian kursu i prędkości. Rozpoczęcie prac pomiarowych wiązało się z uruchomieniem zespołów sprężarkowych powietrza wysokiego i średniego ciśnienia i rozpoczęciem wybuchów – strzelań.
W czasie prac geofizycznych wykonywano pomiary głębokości, a wyniki sondowań stanowiły materiał do sporządzania map morskich. Wyniki prowadzonych pomiarów rejestrowane były automatycznie na taśmach magnetycznych. Kontrola pracy całego systemu dozorowania była przez specjalistów z głównego centrum kierowania pomiarami.

### Pomiary falowania
Do unikalnych pomiarów i obserwacji można zaliczyć pomiary falowania za pomocą stacji GM-7.Pomiary te wykonywano na różnych obszarach mórz i oceany, zawsze gdy sprzyjały temu okoliczności w silnych warunkach sztormowych.
Wyniki tych pomiarów pozwoliły między innymi na opracowanie zasad sztormowania i unikania zagrożeń oraz wyboru – optymalnej, bezpiecznej drogi.